# Château-Voué
Château-Voué (Duits: Dürkastel) is een gemeente in het Franse departement Moselle in de regio Grand Est. De gemeente telde 106 inwoners op 1 januari 2022.

## Geschiedenis
Een oude vermelding van de plaats uit de 10e eeuw is Villa Castellum dicta, in comitatu Dextroch, uit de 15e komt Aridum-Castrum en uit de 16e eeuw Durcastel dit Chastel-Vouel. 
Bij de oprichting van de gemeenten en de departementen op het het eind van het Ancien régime, werd Château-Voué een gemeente in het departement Meurthe. In de revolutionaire periode kreeg de gemeente even de naam La Montagne. In 1871 werd Château-Voué bij de annexatie van Elzas-Lotharingen door het Duitse Rijk een gemeente in het Landkreis Château-Salins. Na de Eerste Wereldoorlog werd Château-Voué in 1919 weer een Franse gemeente, dit keer in het departement Moselle.
In 1981 werd buurgemeente Dédeling aangehecht in een fusion association. Deze fusie werd in 1982 al omgezet in een fusion simple.
De gemeente maakte tot 2015 deel uit van het arrondissement en kanton Château-Salins. Toen op 22 maart 2015 het kanton werd opgeheven werden de gemeenten ervan opgenomen in het kanton Le Saulnois. Op 1 januari 2016 fuseerde het arrondissement met het arrondissement Sarrebourg tot het arrondissement Sarrebourg-Château-Salins.

## Bezienswaardigheden
- De Église Saint-Martin. Verschillende elementen van het kerkmeubilair en kunstwerken werden ingeschreven als monument historique: in 1986 een houten buste, preekstoel, doopvont en biechtstoel, alle uit de 18de eeuw; in 1988 het 18de-eeuwse noordelijk zijaltaar, zuidelijk zijaltaar, twee marmeren wijwatervaten en het hoofdaltaar met kandelaars en altaarkruis; en in 1994 een 18de-eeuws schilderij van Sint-Martinus.
- De ruïnes van het kasteel van het dorp werden in 1991 ingeschreven als monument historique.

## Geografie
De oppervlakte van Château-Voué bedraagt 7,47 vierkante kilometer; Op 1 januari 2022 was de bevolkingsdichtheid 14,2 inwoners per km².
Enkele honderd meter ten noorden van het dorpscentrum van Château-Voué ligt het gehucht Dédeling.
De onderstaande kaart toont de ligging van Château-Voué met de belangrijkste infrastructuur en aangrenzende gemeenten.

## Demografie
Onderstaande figuur toont het verloop van het inwonertal.
Aboncourt-sur-Seille · Achain · Ajoncourt · Alaincourt-la-Côte · Albestroff · Amelécourt · Attilloncourt · Aulnois-sur-Seille · Bacourt · Bassing · Baudrecourt · Bellange · Bénestroff · Bermering · Bezange-la-Petite · Bidestroff · Bioncourt · Blanche-Église · Bourdonnay · Bourgaltroff · Bréhain · Burlioncourt · Chambrey · Château-Bréhain · Château-Salins · Château-Voué · Chenois · Chicourt · Conthil · Craincourt · Cutting · Dalhain · Delme · Dieuze · Domnom-lès-Dieuze · Donjeux · Donnelay · Fonteny · Fossieux · Foville · Francaltroff · Frémery · Fresnes-en-Saulnois · Gelucourt · Gerbécourt · Givrycourt · Grémecey · Guébestroff · Guéblange-lès-Dieuze · Guébling · Guinzeling · Haboudange · Hampont · Hannocourt · Haraucourt-sur-Seille · Honskirch · Insming · Insviller · Jallaucourt · Juvelize · Juville · Lagarde · Laneuveville-en-Saulnois · Lemoncourt · Léning · Lesse · Ley · Lezey · Lhor · Lidrezing · Lindre-Basse · Lindre-Haute · Liocourt · Lostroff · Loudrefing · Lubécourt · Lucy · Maizières-lès-Vic · Malaucourt-sur-Seille · Manhoué · Marimont-lès-Bénestroff · Marsal · Marthille · Molring · Moncheux · Moncourt · Montdidier · Morville-lès-Vic · Morville-sur-Nied · Moyenvic · Mulcey · Munster · Nébing · Neufvillage · Obreck · Ommeray · Oriocourt · Oron · Pettoncourt · Pévange · Prévocourt · Puttigny · Puzieux · Réning · Riche · Rodalbe · Rorbach-lès-Dieuze · Sailly-Achâtel · Saint-Epvre · Saint-Jure · Saint-Médard · Secourt · Salonnes · Sotzeling · Tarquimpol · Tincry · Torcheville · Vahl-lès-Bénestroff · Val-de-Bride · Vannecourt · Vaxy · Vergaville · Vibersviller · Vic-sur-Seille · Vigny · Villers-sur-Nied · Virming · Vittersbourg · Viviers · Vulmont · Wuisse · Xanrey · Xocourt · Zarbeling · Zommange